# Анкудинов, Егор Ефремович
Его́р Ефре́мович Анкуди́нов (10 [23] апреля 1910 года — 9 сентября 1994 года) — участник Великой Отечественной войны, заместитель командира 812-го Севастопольского Краснознамённого истребительного авиационного полка 265-й истребительной авиационной дивизии 3-го истребительного авиационного корпуса 16-й воздушной армии 1-го Белорусского фронта, Герой Советского Союза, майор.

## Биография
Родился в селе Виглино ныне Лесного района Тверской области в семье рабочего. Русский. Член ВКП(б)/КПСС с 1930 года. Образование неполное среднее. Работал поваром, затем подручным слесаря на ленинградском заводе «Электроаппарат».
В Красной Армии с 1932 года. В 1933 году окончил Ленинградскую военно-теоретическую школу летчиков, а в 1935 году — Оренбургскую военную летную школу.
На фронтах Великой Отечественной войны с 1943 года. Его эскадрилья истребителей отличилась в боях на Кубани, при освобождении Донбасса, Крыма, Севастополя.
28 сентября 1943 года четверка истребителей, ведомая Анкудиновым, встретилась в воздухе с 20 немецкими бомбардировщиками под прикрытием шести «мессершмиттов». Комэск подал команду и первым ринулся в бой. Смельчаки сбили двух «хейнкелей». Одного из них таранил ведомый лейтенант Коновалов.
Ещё более неравный воздушный бой произошел над рекой Молочной 25 октября. К нашим позициям двигалось 60 «юнкерсов» в сопровождении шести «мессершмиттов». Анкудинов вел восемь истребителей Як-1. Ведущий показал пример своим подчиненным: первым начал атаку бомбардировщиков первой группы и сбил её лидера. Вдохновленные примером своего командира, летчики решительно пошли в атаку на стервятников и, несмотря на значительное превосходство врага, приостановили продвижение неприятельской армады, рассеяли её, не допустили до нашего переднего края, сбили восемь вражеских бомбардировщиков.
Во время воздушных сражений над Сивашем Е. Е. Анкудинов и ведомые им истребители не раз удивляли пехоту своими героическими подвигами, а когда авиация противника стала налетать на нашу переправу в ночное время, он первый в полку стал выполнять боевые задания ночью и 2 марта 1944 года первым в ночной схватке сбил «хейнкеля».
Многократно он показывал исключительную выдержку и мастерство при встрече с сильным противником. 24 марта 1945 года в районе Мюнхеберг в паре с ведомым разогнал восьмерку «фокке-вульфов», вынудил их сбросить бомбы на фашистские войска. При этом и один бомбардировщик, подбитый майором, горящим упал в расположение немецких войск.
Заместитель командира 812-го Севастопольского Краснознаменного истребительного авиационного полка (265-я истребительная авиационная дивизия, 3-й истребительный авиационный корпус, 16-я воздушная армия, 1-й Белорусский фронт) майор Егор Анкудинов к концу войны совершил 250 боевых вылетов, сбил лично 15 и уничтожил на земле 4 самолёта противника.
Указом Президиума Верховного Совета СССР от 15 мая 1946 года за образцовое выполнение боевых заданий командования на фронте борьбы с немецко-фашистскими захватчиками и проявленные при этом мужество и героизм, майору Егору Ефремовичу Анкудинову присвоено звание Героя Советского Союза с вручением ордена Ленина и медали «Золотая Звезда» (№ 7011).
После войны летчик продолжал службу в ВВС СССР. С 1954 года майор Е. Е. Анкудинов — в запасе. Жил в Ленинграде (с 1991 года — Санкт-Петербург). Работал в ДОСААФ. Руководил парашютным спортом в Кировском районе Ленинграда. Похоронен на кладбище Памяти жертв 9-го января (участок 54).
Скончался 9 сентября 1994 года.

## Награды
- Медаль «Золотая Звезда» Героя Советского Союза
- Орден Ленина
- Три ордена Красного Знамени
- Орден Александра Невского
- Два ордена Отечественной войны I степени
- Орден Отечественной войны II степени
- Орден Красной Звезды
- Медали, в том числе:
  - Медаль «За победу над Германией в Великой Отечественной войне 1941—1945 гг.»
  - Юбилейная медаль «Двадцать лет Победы в Великой Отечественной войне 1941—1945 гг.»
  - Юбилейная медаль «Тридцать лет Победы в Великой Отечественной войне 1941—1945 гг.»
  - Юбилейная медаль «Сорок лет Победы в Великой Отечественной войне 1941—1945 гг.»

## Память
Имя Героя Советского Союза Е. Е. Анкудинова увековечено на Аллее Героев Братского захоронения в Вышнем Волочке.